# 豺
豺 别名豺狗、红狼或是亞洲豺犬，是分布於東亞、南亞以及中亞的犬科動物。是豺属唯一現存的物種，與分布更廣的犬属相比，豺的磨牙更少而乳头更多。由於栖息地的破壞，猎物數量的减少，家犬傳染的疾病以及捕猎，野生豺的數量不到5000隻，并已被列為IUCN的濒危物种、瀕危野生動植物種國際貿易公約附錄II所列的保護動物，以及中國的國家一級保護動物。

## 描述

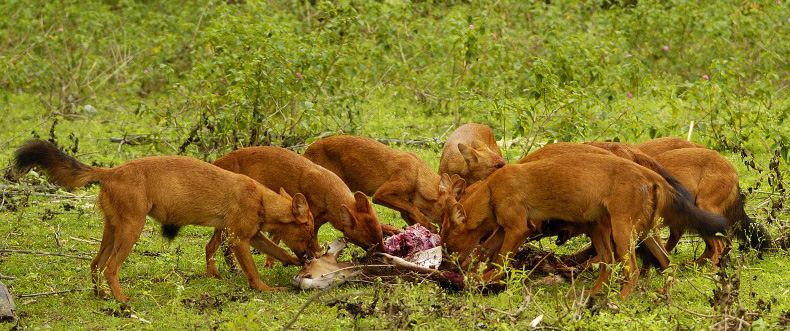
一群豺在吃东西（2012年）

豺的外形与狗、狼相近，体型比狼小，体长1米左右，体重18-33公斤。体毛红棕色或灰棕色，杂有少量具黑褐色毛尖的针毛，腹色较浅。四肢较短。耳短，端部圆钝。尾较长。额部隆起，鼻长，吻部短而宽。全身被毛较短，尾毛略长，尾型粗大，尾端黑色。
豺是现存较为特殊的犬科动物，习性类似于生活在非洲的非洲野犬，豺群比狼群数量更多且表现得更为坚韧，不同的豺群会配合攻击虎豹，没有种族之分，这一特点大大增强了豺的生存能力。
豺主要分布在中國、中南半島全境。

## 分布及棲息地

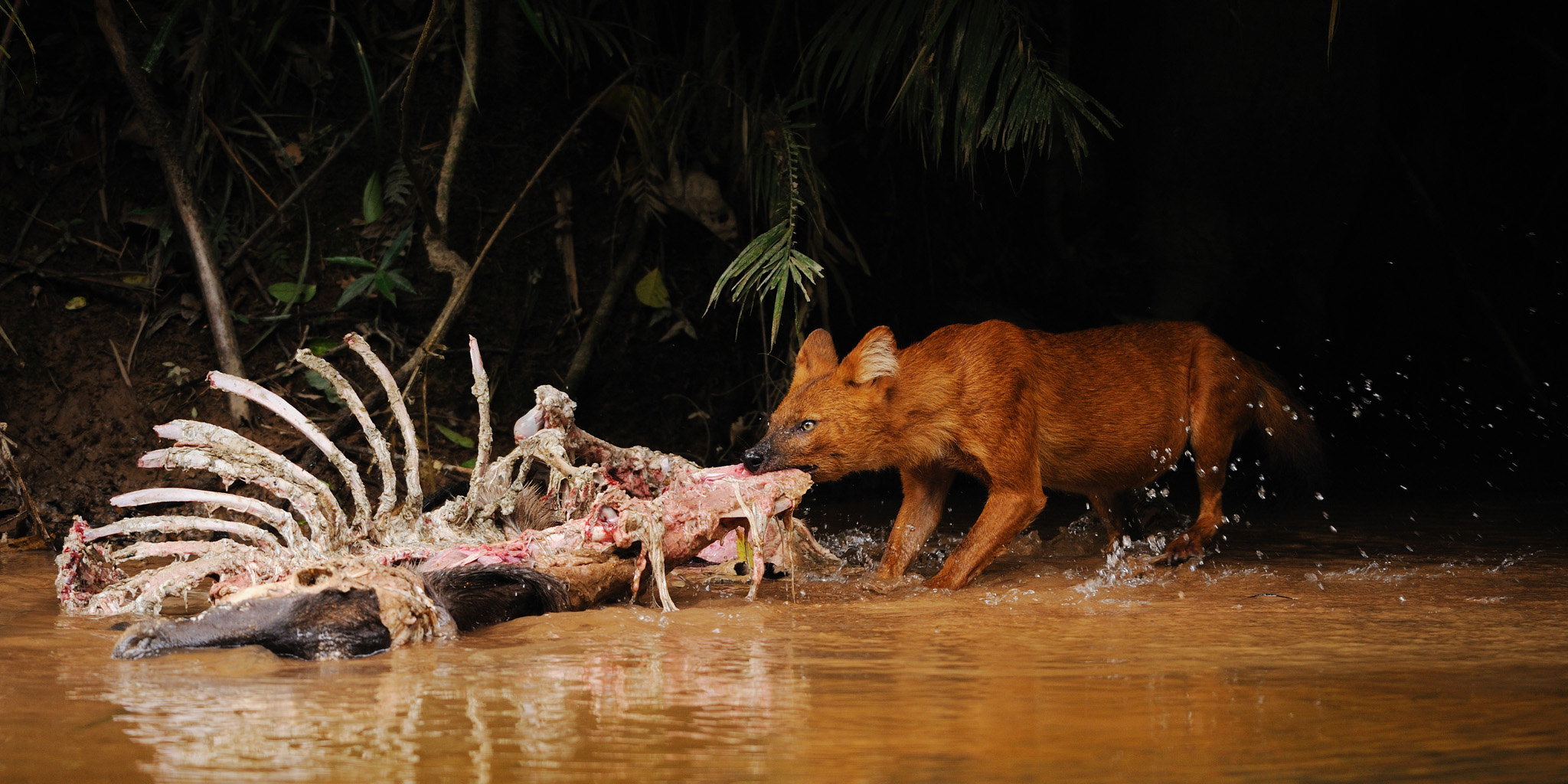

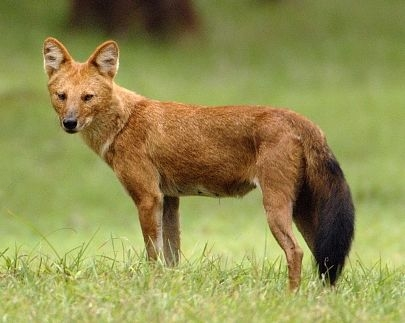

豺为典型的山地动物，栖息于山地草原、亚高山草甸及山地疏林中，晨昏活动最频繁。豺曾经广布亚洲大陆，但是目前已知的豺仅分布于俄罗斯、蒙古、哈萨克斯坦、吉尔吉斯斯坦和塔吉克斯坦。在中国西藏的一些地区也有分布。牠们大多棲息在印度恒河以南，特别是在印度中部高地和南部各州的西部和东高止山脉。牠们也棲息在印度东北部的阿鲁纳恰尔邦、阿萨姆邦、梅加拉亚邦和西孟加拉邦。在克什米尔、喜马拉雅地区和印度西北部的豺数量岌岌可危，而且分布极其分散。

## 延伸阅读
[在维基数据编辑]
 《欽定古今圖書集成·博物彙編·禽蟲典·豺狼部》，出自陈梦雷《古今圖書集成》